# بشیر جهانگیری
بشیر جهانگیری (انگلیسی: Bashir Jehangiri؛ زادهٔ ۱ فوریهٔ ۱۹۳۷) قاضی اهل پاکستان است. وی در ژانویه ۲۰۰۲ قاضی ارشد پاکستان بوده‌است. 